# Madden NFL Mobile
Madden NFL Mobile é um  jogo eletrónico de futebol americano baseado na National Football League e publicado pela EA Sports. Parte da Série Madden NFL, o jogo foi lançado tanto para iOS, quanto para Android em 26 de agosto de 2014.

## Jogabilidade
Madden NFL Mobile é essencialmente a versão móvel do Madden Ultimate Team (MUT), com recursos como jogadores e cartas disponíveis. Para ganhar estes, os jogadores participam em "Eventos ao Vivo", que pode gerar embalagens de cartão e moedas. De outro modo disponível é "Temporada", que permite aos jogadores jogar um total de temporada regular de 16 jogos, que se estende até o Super Bowl. Sendo uma freemium do jogo, os jogadores podem utilizar de dinheiro real para a compra de "Pacotes" que incluem um determinado número de cartas e de itens. O jogo também é dividido por níveis, onde alguns recursos, tal como certas peças, são restritos até que se atinge um determinado nível. Há também um outro modo rotulado como "Ligas", onde os jogadores podem criar ou participar de uma "liga" ao lado de outros jogadores que se enfrentam em Torneios contra outras ligas, oferecendo uma caixa de bate-papo, metas e recompensas, tais como jogadores e pacotes, e a permissão de jogadores ofereceram prémios a outros jogadores da liga.

## Atletas da capa
O atleta da capa corresponde ao vencedor da votação da capa do Madden NFL. Para a Temporada da NFL de 2014, a estrela do Seattle Seahawks, o cornerback, Richard Sherman foi o atleta da capa. Em 2015, ele foi substituído pelo jogador do New York Giants, o wide receiver Odell Beckham Jr., para ser capa da Temporada da NFL de 2015. O atleta da capa para Temporada da NFL de 2016 é o tight end do New England Patriots, Rob Gronkowski.
| Temporada | Jogador          | Data Anunciada     | Notas                                                                   |
| --------- | ---------------- | ------------------ | ----------------------------------------------------------------------- |
| 2014      | Richard Sherman  | N/A                | Primeiro jogador a ser, na capa do jogo.                                |
| 2015      | Odell Beckham Jr | N/A                |                                                                         |
| 2016      | Rob Gronkowski   | 6 de julho de 2016 |                                                                         |
| 2016      | Von Miller       | N/A                | Substituído Gronkowski como o jogador de capa em 15 de novembro de 2016 |
| 2017      | Antonio Brown    | N/A                | Substituído Miller como o jogador de capa em 18 de janeiro de 2017      |

## Lançamento

### Temporada 2015
O jogo teve seu pré-lançamento no Canadá, através da App Store, em 12 de agosto de 2014.
No dia 26 de agosto, o jogo foi oficialmente lançado na App Store do iOS e do Android do Google Play, o mesmo dia em que o Madden NFL 15 foi lançado no console. Em 17 de agosto de 2015, os servidores do Mobile foram desligados, a fim de preparar-se para a  próxima temporada.

### Temporada 2016
Em 21 de agosto de 2015, quatro dias antes do Madden NFL 16 ser lançado, uma atualização obrigatória foi lançada e necessária para jogar o jogo na nova temporada.
Os serviços da versão móvel da temporada de 2016 foi encerrado em 14 de agosto de 2016, seguindo o encerramento da Casa de Leilões em 13 de agosto de 2016 e reaberto em 17 de agosto de 2016 para usuários da Apple para a temporada de 2016-17 (Atualização 3.5.5)

### Temporada 2017
Madden Mobile 17 foi reaberto no Google Play e a App Store em 17 de agosto de 2016. A EA lançou a seguinte promoção durante a temporada: Madden Temporada (22 de agosto – 8 de setembro), NFL Kickoff (11 de setembro), o BCA (1 de outubro – 12 de outubro), o Mais Temido (22 de outubro – 4 de novembro), Midseason MVP (12 de novembro), o Final da Festa (dia 19 de novembro - novembro 31), e Sexta-feira negra (25 de novembro).